# ویلیام رابینسون (شناگر)
ویلیام رابینسون (انگلیسی: William Robinson; ۲۳ ژوئن ۱۸۷۰ – ۴ ژوئیهٔ ۱۹۴۰) شناگر اهل بریتانیا بود.
وی در مسابقات کشوری و بین‌المللی در مجموع برندهٔ ۱ مدال نقره شده‌است.